# Liste der Kulturdenkmale in Böhlen (Grimma)
In der Liste der Kulturdenkmale in Böhlen sind die Kulturdenkmale des Grimmaer Ortsteils Böhlen verzeichnet, die bis Juli 2024 vom Landesamt für Denkmalpflege Sachsen erfasst wurden (ohne archäologische Kulturdenkmale). Die Anmerkungen sind zu beachten.
Diese Aufzählung ist eine Teilmenge der Liste der Kulturdenkmale in Grimma.

## Böhlen
| Bild                                    | Bezeichnung | Lage                                                      | Datierung | Beschreibung | ID       |
| --------------------------------------- | --- | --------------------------------------------------------- | --- | --- | -------- |
| Direkt Bild zu diesem Denkmal hochladen | Wohnhaus und Scheune eines Bauernhofes | Am Rodelberg 1 (Karte)                                    | 1. Hälfte 19. Jahrhundert | Zeugnis kleinbäuerlicher Bau- und Lebensweise in Fachwerkbauweise, sozial- und baugeschichtlich von Bedeutung. - Wohnhaus/Häuslerhaus: zweigeschossig, Erdgeschoss massiv (Bruchstein, Stampflehm zum Teil erneuert), Obergeschoss in Fachwerk, Satteldach, rückwärtig abgeschleppt - Scheune: eingeschossiger Fachwerkbau, Bruchsteinsockel, Satteldach | 08974798 |
| Direkt Bild zu diesem Denkmal hochladen | Wohnhaus und Taubenturm eines Bauernhofes | Am Rodelberg 3 (Karte)                                    | 1. Hälfte 19. Jahrhundert (Bauernhaus); 1. Hälfte 20. Jahrhundert (Taubenturm)                                                   | Obergeschoss Fachwerk verschiefert, Zeugnis kleinbäuerlicher Bauweise, baugeschichtlich von Bedeutung. - Bauernhaus: zweigeschossig, Erdgeschoss massiv, Obergeschoss verschiefert (vermutlich Fachwerk), Satteldach, spätere Anbauten, Fensteröffnungen verändert - Taubenturm auf Holzstütze: komplett verschiefert | 08974797 |
| Direkt Bild zu diesem Denkmal hochladen | Häuslerhaus | Borngasse 2 (Karte)                                       | Um 1700 | Zeugnis kleinbäuerlicher Bauweise, Obergeschoss Fachwerk in ungewöhnlicher Gestaltung, Schwelle und Füllhölzer mit kielbogenförmig geschwungenen Abfasungen, bau- und sozialgeschichtlich von Bedeutung. Zweigeschossig, Erdgeschoss massiv, Obergeschoss Fachwerk, Stockschwelle und Füllhölzer mit geschwungenen Abfasungen (kielbogenförmig), Satteldach in Schieferdeckung, Giebel verbrettert, rückwärtig abgeschleppt, Tür mit Kunststeingewände an Gartenseite (um 1900). | 08974829 |
| Weitere Bilder                          | Herrenhaus (Rittergutsweg 1) mit Resten der Einfriedung und zwei Wirtschaftsgebäude (Rittergutsweg 4 und Dürrweitzschener Straße 6) des ehemaligen Rittergutes (Einzeldenkmale der Sachgesamtheit 09303750)   | Dürrweitzschener Straße 6 (Rittergutsweg 1; 4) (Karte)    | Bezeichnet mit 1823, im Kern älter (Herrenhaus); um 1800 (1. Wirtschaftsgebäude); um 1920, im Kern älter (2. Wirtschaftsgebäude) | Einzeldenkmale der Sachgesamtheit Rittergut Böhlen; Herrenhaus ein stattliches barockes Gebäude mit Mansarddach und neobarock überformtem Portal, ein Wirtschaftsgebäude mit Mansarddach und Dachreiter, von kunstgeschichtlicher und ortshistorischer Bedeutung. - Seitengebäude: eingeschossig, verputzt, Massivbau (Bruchstein), Fenstergewände zum Teil in Porphyrtuff, Türgewände mit Schlussstein in Porphyrtuff, Mansarddach mit Dachreiter und Wetterfahne - Herrenhaus: zweigeschossig, verputzt, Massivbau auf hakenförmigem Grundriss, Mittelrisalit, geputzte Ecklisenen, Portal mit Schlussstein in Porphyrtuff, Fenstergewände über Tür mit Verdachung, Fenstergewände in Sandstein, profilierte Holztraufe, Stuckdekoration und Schlusssteine spätere Zutaten (um 1905), Mansarddach mit Gauben, seitlich Stützmauern, in einer Stützmauer Wappenrelief - Scheune: eingeschossiger Bruchsteinbau, Satteldach, zweites Seitengebäude: zweigeschossiger, verputzter Massivbau, Erdgeschoss Bruchstein, Obergeschoss Ziegelstein, originale Putzgliederung (um 1920), Satteldach mit Fledermausgaube, im Erdgeschoss zum Teil Sandsteinfenstergewände - Reste der Einfriedung mit Figurennische (um 1905)  | 08974760 |
| Direkt Bild zu diesem Denkmal hochladen | Häuslerhaus mit Seitengebäude | Dürrweitzschener Straße 9 (Karte)                         | Ende 18. Jahrhundert | Zeugnis kleinbäuerlicher Bau- und Lebensweise, Fachwerkkonstruktion mit K-Streben und Wilder-Mann-Figur, bau- und sozialgeschichtlich von Bedeutung. - Häuslerei: zweigeschossig, Erdgeschoss massiv, Obergeschoss Fachwerk (aufgebrettert), Giebel verbrettert, rückwärtig abgeschleppt, Satteldach, Holztraufe, Fachwerkkonstruktion mit K-Streben und Zwischenständern in den Brüstungsfeldern, Fenster denkmalgerecht saniert, späterer Eingangsvorbau - Seitengebäude: eingeschossig, verputzter Massivbau, zum Teil Holzfenstergewände, Satteldach | 08974794 |
| Direkt Bild zu diesem Denkmal hochladen | Gutsarbeiterhaus | Große Gasse 3 (Karte)                                     | Ende 18. Jahrhundert | Obergeschoss Fachwerk, weite Ständerstellung, von sozialhistorischer Bedeutung. Zweigeschossig, Erdgeschoss massiv, Obergeschoss Fachwerk, Giebel massiv erneuert, Satteldach, Tür mit Verdachung, rückwärtig Dach abgeschleppt. | 08974803 |
| Direkt Bild zu diesem Denkmal hochladen | Wohnstallhaus, Scheune und Hofmauer mit Toreinfahrt eines Dreiseithofes | Oberdorf 8 (Karte)                                        | Bezeichnet mit 1794 | Zeugnis bäuerlicher Bau- und Lebensweise des 18. Jahrhunderts, stattliches ortsbildprägendes Bauernhaus mit Fachwerk-Obergeschoss und Segmentbogenportal, Fachwerk-Scheune, bau- und heimatgeschichtlich von Bedeutung. - Wohnstallhaus: zweigeschossig, Erdgeschoss massiv, Obergeschoss Fachwerk, Giebel verputzt, Rückseite verbrettert, Erdgeschossfenstergewände in Porphyrtuff, Türgewände in Porphyrtuff mit Schlussstein, Inschrift „JSG“ „1794“, Holztraufe, Satteldach, im Giebel originale Fenster, am Giebel originale Putzgliederung - Scheune: eingeschossiger Fachwerkbau auf Bruchsteinsockel, Satteldach, Giebel verschiefert, Tor, Einfriedung in Bruchstein | 08974800 |
| Weitere Bilder                          | Rittergut Böhlen (Sachgesamtheit) | Rittergutsweg 1, 4 (Dürrweitzschener Straße 4, 6) (Karte) | Bezeichnet mit 1823, im Kern älter                                                                                               | Sachgesamtheit Rittergut Böhlen b. Leisnig, mit den Einzeldenkmalen: Herrenhaus (Rittergutsweg 1) mit Resten der Einfriedung und zwei Wirtschaftsgebäude (Rittergutsweg 4 und Dürrweitzschener Straße 6) des ehemaligen Rittergutes (08974760) und dem Sachgesamtheitsteil: Gutsscheune (Dürrweitzschener Straße 4); Herrenhaus ein stattliches barockes Gebäude mit Mansarddach und neobarock überformten Portal, ein Wirtschaftsgebäude mit Mansarddach und Dachreiter, von kunstgeschichtlicher und ortshistorischer Bedeutung. Geschichte und Nennungen: - Erstnennung als Herrensitz um 1233 (weitere Nennungen als Rittergut 1551, 1858, 1875) - Johann von Zeschau (um 1558) und Thomas von Zeschau (um 1562) - Kaspar und Wolf von Heynitz (um 1597), Dietrich von Heynitz (um 1612) - Anna und Haubold von Schleinitz (um 1613) - Familie Erdmannsdorff (von 1657 bis 1721) - Landkammerrat von Schönberg (um 1750) - Christoph August Kopp (um 1819) | 09303750 |
| Weitere Bilder                          | Herrenhaus (Rittergutsweg 1) mit Resten der Einfriedung und zwei Wirtschaftsgebäude (Rittergutsweg 4 und Dürrweitzschener Straße 6) des ehemaligen Rittergutes (s Einzeldenkmale der Sachgesamtheit 09303750) | Rittergutsweg 1, 4 (Dürrweitzschener Straße 6) (Karte)    | Bezeichnet mit 1823, im Kern älter (Herrenhaus); um 1800 (1. Wirtschaftsgebäude); um 1920, im Kern älter (2. Wirtschaftsgebäude) | Einzeldenkmale der Sachgesamtheit Rittergut Böhlen; Herrenhaus ein stattliches barockes Gebäude mit Mansarddach und neobarock überformtem Portal, ein Wirtschaftsgebäude mit Mansarddach und Dachreiter, von kunstgeschichtlicher und ortshistorischer Bedeutung. - Herrenhaus: zweigeschossig, verputzt, Massivbau auf hakenförmigem Grundriss, Mittelrisalit, geputzte Ecklisenen, Portal mit Schlussstein in Porphyrtuff, Fenstergewände über Tür mit Verdachung, Fenstergewände in Sandstein, profilierte Holztraufe, Stuckdekoration und Schlusssteine spätere Zutaten (um 1905), Mansarddach mit Gauben, seitlich Stützmauern, in einer Stützmauer Wappenrelief - Seitengebäude: eingeschossig, verputzt, Massivbau (Bruchstein), Fenstergewände zum Teil in Porphyrtuff, Türgewände mit Schlussstein in Porphyrtuff, Mansarddach mit Dachreiter und Wetterfahne - Scheune: eingeschossiger Bruchsteinbau, Satteldach - zweites Seitengebäude: zweigeschossiger, verputzter Massivbau, Erdgeschoss Bruchstein, Obergeschoss Ziegelstein, originale Putzgliederung (um 1920), Satteldach mit Fledermausgaube, im Erdgeschoss zum Teil Sandsteinfenstergewände - Reste der Einfriedung mit Figurennische (um 1905) | 08974760 |
| Direkt Bild zu diesem Denkmal hochladen | Häuslerhaus | Rittergutsweg 5 (Karte)                                   | Um 1700, spätere Veränderungen                                                                                                   | Obergeschoss Fachwerk mit altertümlicher Konstruktion (Thüringer-Leiter-Motiv, Kopfstreben), Zeugnis kleinbäuerlicher Bauweise, vermutlich ältestes Haus im Ort, mit altertümlicher Fachwerkkonstruktion, baugeschichtlich von Bedeutung. Zweigeschossig, Erdgeschoss massiv, Obergeschoss Fachwerk, verblattete Kopfstreben, Zwischenständer in Brüstungsfeldern, Holztraufe, Satteldach, moderner Anbau (zum Teil massiv, zum Teil verbrettert), zur Hofseite einfachere Fachwerkgestaltung. | 08974801 |
| Direkt Bild zu diesem Denkmal hochladen | Häuslerhaus mit Anbau | Zum Wiesengrund 6 (Karte)                                 | Ende 18. Jahrhundert | Zeugnis kleinbäuerlicher Bauweise in Fachwerkbauweise, bau- und sozialgeschichtlich von Bedeutung. Zweigeschossig, Erdgeschoss massiv, Obergeschoss Fachwerk, Giebel massiv erneuert, Satteldach mit Biberschwanzdeckung (gelbe Lübschützer Ziegel). | 08974802 |
| Direkt Bild zu diesem Denkmal hochladen | Häuslerhaus | Zum Wiesengrund 8 (Karte)                                 | Um 1800 | Obergeschoss Fachwerk, von sozialhistorischer Bedeutung. Zweigeschossig, Erdgeschoss massiv, Giebel massiv erneuert, Satteldach. | 08974805 |

## Ehemalige Denkmäler
| Bild                                    | Bezeichnung                                                             | Lage                       | Datierung                 | Beschreibung | ID       |
| --------------------------------------- | ----------------------------------------------------------------------- | -------------------------- | ------------------------- | --- | -------- |
| Direkt Bild zu diesem Denkmal hochladen | Gutsarbeiterhaus                                                        | Große Gasse 11 (Karte)     | 1. Hälfte 19. Jahrhundert | Obergeschoss Fachwerk, von sozialhistorischer Bedeutung. Zweigeschossig, Erdgeschoss massiv, Obergeschoss Fachwerk, Giebel massiv erneuert, rückwärtig abgeschlepptes Satteldach. Zwischen 2017 und 2024 aus der Denkmalliste gestrichen. | 08974804 |
| Direkt Bild zu diesem Denkmal hochladen | Zwei Seitengebäude (eines mit Kumthalle) eines ehemaligen Vierseithofes | Kösserner Straße 1 (Karte) | 1. Hälfte 19. Jahrhundert | Zeugnis bäuerlicher Bau- und Wirtschaftsweise im 19. Jahrhundert und 20. Jahrhundert, zum Teil in Fachwerkbauweise, seltene zweibogige Kumthalle, baugeschichtlich von Bedeutung. - Scheune: eingeschossiger Fachwerkbau auf Bruchsteinsockel, Lehmausfachung, Krüppelwalmdach (ein Giebel verbrettert), (ruinös) - Seitengebäude: zweigeschossig, Erdgeschoss massiv (Bruchstein), Obergeschoss Fachwerk, Fenstergewände zum Teil in Porphyrtuff, zum Hof insgesamt verputzt, Torgewände in Porphyrtuff, Holztraufe, Krüppelwalmdach mit Schieferdeckung - zweites Seitengebäude mit Kumthalle bezeichnet mit 1900 (Inschrifttafel): zweigeschossiger, verputzter Massivbau, originale Putzgliederung, Türgewände in Kunststein, Fenstergewände größtenteils in Kunststein, zweibogige Kumthalle, Überfangbögen in Ziegelstein, Pfeiler in Porphyrtuff, Ziegelsteintraufe, Satteldach, Scheune vor 2012 abgebrochen Zwischen 2017 und 2024 aus der Denkmalliste gestrichen. | 08974799 |

## Tabellenlegende
- Bild: Bild des Kulturdenkmals, ggf. zusätzlich mit einem Link zu weiteren Fotos des Kulturdenkmals im Medienarchiv Wikimedia Commons. Wenn man auf das Kamerasymbol klickt, können Fotos zu Kulturdenkmalen aus dieser Liste hochgeladen werden:
- Bezeichnung: Denkmalgeschützte Objekte und ggf. Bauwerksname des Kulturdenkmals
- Lage: Straßenname und Hausnummer oder Flurstücknummer des Kulturdenkmals. Die Grundsortierung der Liste erfolgt nach dieser Adresse. Der Link (Karte) führt zu verschiedenen Kartendiensten mit der Position des Kulturdenkmals. Fehlt dieser Link, wurden die Koordinaten noch nicht eingetragen. Sind diese bekannt, können sie über ein Tool mit einer Kartenansicht einfach nachgetragen werden. In dieser Kartenansicht sind Kulturdenkmale ohne Koordinaten mit einem roten bzw. orangen Marker dargestellt und können durch Verschieben auf die richtige Position in der Karte mit Koordinaten versehen werden. Kulturdenkmale ohne Bild sind an einem blauen bzw. roten Marker erkennbar.
- Datierung: Baubeginn, Fertigstellung, Datum der Erstnennung oder grobe zeitliche Einordnung entsprechend des Eintrags in der sächsischen Denkmaldatenbank
- Beschreibung: Kurzcharakteristik des Kulturdenkmals entsprechend des Eintrags in der sächsischen Denkmaldatenbank, ggf. ergänzt durch die dort nur selten veröffentlichten Erfassungstexte oder zusätzliche Informationen
- ID: Vom Landesamt für Denkmalpflege Sachsen vergebene, das Kulturdenkmal eindeutig identifizierende Objekt-Nummer. Der Link führt zum PDF-Denkmaldokument des Landesamtes für Denkmalpflege Sachsen. Bei ehemaligen Kulturdenkmalen können die Objektnummern unbekannt sein und deshalb fehlen bzw. die Links von aus der Datenbank entfernten Objektnummern ins Leere führen. Ein ggf. vorhandenes Icon  führt zu den Angaben des Kulturdenkmals bei Wikidata.